# Copa Sul-Minas
La Copa Sul-Minas (Coppa del Sud-Minas in italiano) fu una competizione calcistica brasiliana cui parteciparono squadre della regione meridionale del Brasile e del Minas Gerais.
Dal 2000 al 2002, il vincitore della Copa Sul-Minas si qualificava alla Copa dos Campeões.
La competizione rimpiazzò la Copa Sul, che durò solo un'edizione e era disputata solo dalle squadre della regione sud.

## Albo d'oro

### Copa Sul
| 1999 Dettagli | Grêmio | 2 - 1 0 - 2 1 - 0 Tot. 3 - 2 | Paraná | Internacional | Atlético Paranaense |

### Copa Sul-Minas
| 2000 Dettagli | América Mineiro | 1 - 0 2 - 1 Aggregate 3 - 1 | Cruzeiro            | Atlético Paranaense | Paraná           |
| 2001 Dettagli | Cruzeiro        | 2 - 0 3 - 0 Tot. 5 - 0      | Coritiba            | Atlético Mineiro    | Grêmio           |
| 2002 Dettagli | Cruzeiro        | 2 - 1 1 - 0 Tot. 3 - 1      | Atlético Paranaense | Grêmio              | Atlético Mineiro |

## Titoli per squadra
- Cruzeiro 2
- América Mineiro 1
- Grêmio 1 (Copa Sul)

## Titoli per stato
- Minas Gerais 3
- Rio Grande do Sul 1 (Copa Sul)